# سیاهرگ سینه‌ای درونی
در کالبدشناسی انسان، سیاهرگ سینه‌ای درونی (که پیشتر به عنوان سیاهرگ پستانی درونی شناخته می‌شد) رگی است که خون دیواره قفسه سینه و سینه‌ها را تخلیه می‌کند.

## ساختار
به صورت دو طرفه، سیاهرگ سینه‌ای درونی از سیاهرگ بالاشکمی بالایی (اپی‌گاستر فوقانی) منشأ می‌گیرد و سرخرگ سینه‌ای درونی را در طول مسیر خود همراهی می‌کند. سیاهرگ سینه‌ای درونی سیاهرگ میان‌دنده‌ای را تخلیه می‌کند، اگرچه خون‌بَری خلفی اغلب توسط سیاهرگ تَکی (آزیگوس) انجام می‌شود. سیاهرگ سینه‌ای درونی به سیاهرگ بازویی‌سری (براکیوسفالیک) ختم می‌شود. عرض آن ۲–۳ میلی‌متر است.
یک یا دو سیاهرگ سینه‌ای درونی وجود دارد که شریان مربوطه (سرخرگ سینه‌ای درونی) را همراهی می‌کند. اگر سیاهرگ سینه‌ای درونی منفرد باشد، معمولاً به سمت داخل سرخرگ می‌رود. اگر سیاهرگ سینه‌ای درونی دوتایی باشد، در دو طرف سرخرگ سینه‌ای درونی قرار دارند.
دو شاخه شدن سیاهرگ‌های سینه‌ای درونی شایع است. سیاهرگ سینه‌ای درونی سمت چپ ممکن است بین دنده‌های ۳–۴ منشعب شود یا به صورت یک سیاهرگ تکی باقی بماند. سیاهرگ سینه‌ای درونی سمت راست ممکن است بین دنده‌های ۲–۴ دوشاخه شود یا به صورت یک سیاهرگ باقی بماند.

## اهمیت بالینی
دانش در مورد سیر سیاهرگ و سرخرگ سینه‌ای داخلی در طی اقدامات مداخله ای از طریق دیواره قدامی قفسه سینه مانند بیوپسی و تخلیه آمپیم مهم است. این آگاهی برای جلوگیری از سوراخ شدن عروق و ایجاد خونریزی شدید مفید است.
قرار دادن تصادفی کاتتر سیاهرگ مرکزی در سیاهرگ سینه‌ای درونی می‌تواند باعث آب آوردن ریه (پلورال افیوژن)، آبسه دیواره قفسه سینه، ادم ریوی، تنگی نفس و درد قفسه سینه شود.

## دیگر حیوانات
سیاهرگ سینه‌ای درونی درست در کنار جناغ است.
سیاهرگ سینه‌ای درونی می‌تواند به عنوان یک عامل گردش خون جانبی از بزرگ‌سیاهرگ زیرین به بزرگ‌سیاهرگ زبرین عمل کند. این گردش می‌تواند در هر جهت کار کند. این امر ممکن است تا حدی اختلالات جریان خون را جبران کند.

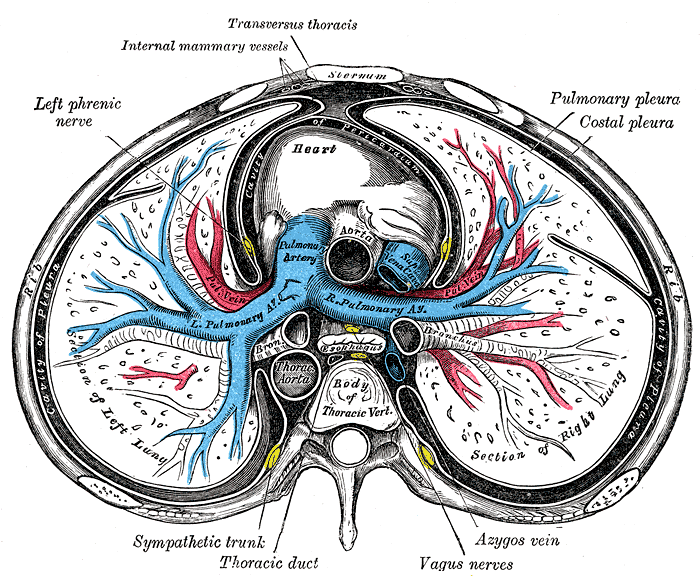
مقطع عرضی قفسه سینه که روابط سرخرگ ریوی را نشان می‌دهد.